# Bonhoeffer-Haus (Friedrichsbrunn)
Das Bonhoeffer-Haus Friedrichsbrunn ist das ehemalige Ferienhaus der Familie Bonhoeffer im Thaler Ortsteil Friedrichsbrunn. Seit 2014 beherbergt es eine Informations- und Begegnungsstätte mit der ständigen Ausstellung Die Familie Bonhoeffer in Friedrichsbrunn.

## Geschichte des Hauses bis 1945
Karl Bonhoeffer und Paula Bonhoeffer (geb. von Hase) kauften das Haus 1913 als Ferienhaus für sich und ihre acht Kinder Karl-Friedrich (1899–1957), Walter (1899–1918), Klaus (1901–1945), Ursula (1902–1983), Christine (1903–1965), Dietrich (1906–1945), Sabine (1906–1999) und Susanne Bonhoeffer (1909–1991).
Das Haus diente als Ferienparadies für die Kinder und Enkel, als Ausgangspunkt für Wanderungen, als Treffpunkt der Familie und als Rückzugsort für Gespräche und Studien. Ein solcher wurde in der Zeit des Nationalsozialismus besonders wichtig.
Zwei Söhne und zwei Schwiegersöhne von Karl und Paula Bonhoeffer beteiligten sich aktiv an den Plänen zum Sturz Adolf Hitlers. Hans von Dohnanyi (der Mann von Christine Bonhoeffer) und Dietrich Bonhoeffer wurden am 5. April 1943 verhaftet, Klaus Bonhoeffer und Rüdiger Schleicher (der Mann von Ursula Bonhoeffer) im Jahr 1944, nach dem gescheiterten Attentat vom 20. Juli. Im April 1945 wurden Hans von Dohnanyi, Dietrich Bonhoeffer, Klaus Bonhoeffer und Rüdiger Schleicher hingerichtet.

## Geschichte des Hauses nach 1945
Das Haus wurde ab 1946 mit Flüchtlingsfamilien belegt, blieb aber bis 1998 im Besitz der Bonhoeffer-Familie. Da die Bonhoeffer-Familie zum antifaschistischen Widerstand zählte, wurde das Haus nicht enteignet.
Dieter Zehnpfund, der aus Friedrichsbrunn stammende damalige Landrat im Landkreis Quedlinburg, initiierte 2006 im Dorfgemeinschaftshaus eine erste Ausstellung mit Fotos, die in dem Haus verblieben waren. Seit 2008 mietete der Kirchenkreis Halberstadt (Evangelische Kirche in Mitteldeutschland) einige Räume des Hauses Waldstraße 7, um dort das Gedenken an die Bonhoeffer-Familie wach halten zu können; ein Bonhoeffer-Café wurde eingerichtet. 2010 wurde eine erste Ausstellung zur Familie Bonhoeffer im Haus gezeigt. 2012 wurde der Verein Bonhoeffer-Haus Friedrichsbrunn gegründet, der 2014 in Nachfolge des Kirchenkreises die Räume gemietet hat. 2014 eröffnete die Dauerausstellung „Die Familie Bonhoeffer in Friedrichsbrunn“.

## Ausstellung
Am 31. August 2014 wurde die Dauerausstellung Die Familie Bonhoeffer in Friedrichsbrunn im Rahmen des 17. Bonhoeffertages feierlich eröffnet. Sie wurde von Günter und Helene Ebbrecht und Ruth Ziemer fachlich konzipiert und entstand in Kooperation des Vereins „Bonhoeffer-Haus Friedrichsbrunn“ mit der Hochschule Harz. Darin wird die Zeit vom Kauf des Ferienhauses 1913 bis zum Tod der vier Mitglieder der Bonhoeffer-Familie 1945 dokumentiert.
Zeitgeschichtliche Originaldokumente und Erinnerungen der Bonhoeffer-Kinder Susanne und Sabine sowie des Schwiegersohns Hans von Dohnanyi versetzen in die Lebenswelt dieser besonderen Familie.

## Verein
Der Träger- und Förderverein Bonhoeffer-Haus Friedrichsbrunn wurde am 9. Juni 2012 gegründet. Neben der Erinnerung an die Familie Bonhoeffer in Friedrichsbrunn gehört es zu den Anliegen des Vereins, aus dem Leben dieser Familie „Impulse für unser heutiges Leben in Familie und Gesellschaft zu gewinnen“ sowie „Menschen darüber ins Gespräch zu bringen“. Der Verein lebt von ehrenamtlicher Arbeit und ist für die Miete, den Unterhalt der Ausstellung sowie weitere Aktivitäten auf Spenden angewiesen.